# الف کیرشن
الف کیرشن (به انگلیسی: Alf Kirchen) بازیکن فوتبال زادهٔ ۲۸ آوریل ۱۹۱۳ اهل کشور انگلستان که سابقهٔ بازی در تیم ملی فوتبال انگلستان را در کارنامهٔ خود دارد. وی در تاریخ ۱۴ مه ۱۹۳۷ نخستین بازی ملی خود را در مقابل تیم ملی فوتبال نروژ انجام داد و با حضور در ۳ بازی ملی، در تاریخ ۲۰ مه ۱۹۳۷ واپسین بازی ملی‌اش را در برابر تیم ملی فوتبال فنلاند برگزار کرد.
این بازیکن توانسته در بازی‌های ملی، ۲ گل به ثمر برساند.